# 產甲烷作用
產甲烷作用，又稱甲烷生成，指合成甲烷是微生物代謝的重要的和广泛的形式。可以生成甲烷的微生物稱作产甲烷菌。這些微生物都屬於原核生物中的古菌域，这是在系统发生学上与真核生物和细菌都不同的一组独特的微生物，尽管它们是和厭氧细菌有靠近的关联。在很多環境中，這是生物质降解的最終步驟。

## 產甲烷作用的生物化学
產甲烷作用是微生物的一種厭氧呼吸形式。產甲烷菌不能呼吸氧氣，而且氧氣對產甲烷菌具有致命的毒性。電子傳遞最終受體不是氧氣，而是含碳小分子化合物，最常見的是二氧化碳或者乙酸：
CO2 + 4 H2 => CH4 + 2H2O 
CH3COOH => CH4 + CO2
產甲烷作用也可以利用其它含碳小分子有機物，如甲酸、甲醇、二甲硫醚和甲硫醇等。
產甲烷菌不能在有氧氣處生存，因此它們只能在完全缺乏氧氣的環境中被發現。常見的這樣的環境在有機物被迅速降解的地方，比如濕地土壤、動物消化道和水底沉積物等。產甲烷作用也可發生在氧氣和腐爛有機物都不存在的地方，如地面下深處、深海熱水口和油庫等。
產甲烷作用是有機物降解过程的最後一步，在降解途徑中，電子受體，如氧氣、三價鐵、硫酸根、硝酸根和四價錳都被耗盡，而氫氣和二氧化碳積累起來。由發酵產生的較輕的有機物也形成積累。而在程度較高的有機物降解過程中，所有電子受體，除二氧化碳之外全都被耗盡。而二氧化碳是大多數分解代謝過程的產物。
只有產甲烷和發酵作用能夠在只有含碳化合物作爲電子受體的情況下發生。發酵作用只造成大分子量有機物的分解，產生小分子量有機物。而甲烷產生可以去除這些中間產物，如氫氣、小分子有機物和二氧化碳。如果沒有產甲烷作用，大量碳元素將會以發酵產物的形式在缺氧環境中積累。

## 自然发生

### 對反芻動物

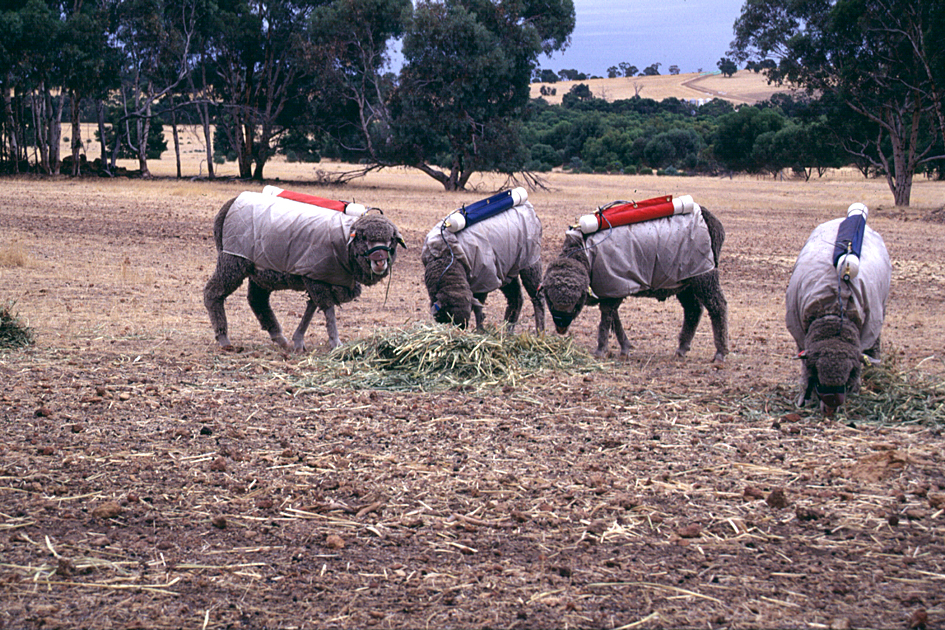
测试澳洲绵羊排放甲烷产量（2001年），CSIRO。

在反芻動物的瘤胃中，厭氧生物（包括產甲烷菌）將纖維素消化成可以被動物吸收的物質。如果缺乏了瘤胃中的微生物，必須給牲畜喂特殊的食物才能夠存活。平均每一头母牛每天排放约250升甲烷。

### 對人類
產甲烷作用對人類也有用處。通過產甲烷作用，有機廢物可以轉化成有用的甲烷（“沼氣”）。產甲烷作用同樣在人和動物的腸道中發生。儘管產甲烷作用也許對人類消化不是必需的，但對於反芻動物如牛和羊的營養卻是必要的。